# The Last One to Know
The Last One to Know è un album in studio della cantante di musica country statunitense Reba McEntire, pubblicato nel 1987.

## Tracce
1. The Last One to Know – 3:10 (Matraca Berg, Jane Mariash)
2. The Girl Who Has Everything – 3:07 (Larry Bastian, Dewayne Blackwell)
3. Just Across the Rio Grande – 4:09 (Don Cook, Chick Rains)
4. I Don't Want to Mention Any Names – 2:36 (Larry Cordle, Lisa Palas)
5. Someone Else – 3:40 (Pat Bunch, Mary Ann Kennedy, Pam Rose)
6. What You Gonna Do About Me – 3:24 (Michael P. Heeney, David Scarlett)
7. I Don't Want to Be Alone – 2:41 (Reba McEntire)
8. The Stairs – 3:01 (Pamela Brown, David Roberts)
9. Love Will Find Its Way to You – 3:32 (Dave Loggins, J. D. Martin)
10. I've Still Got the Love We Made – 3:11 (Michael Garvin, Tom Shapiro, Chris Waters)